# Skifat
Skifat je izraz, ki se v numizmatiki pogosto uporablja za vbočene oziroma čašaste bizantinske kovance iz 11.-14. stoletja.
Izraz se je začel uporabljati v 19. stoletju, ko so izraz scyphatus, potrjen v južnoitalijanskih dokumentih  iz 11. in 12. stoletja, napačno tolmačili kot izpeljanko iz grške besede skyphos (σκύφος, čaša). Izraz verjetno izhaja iz arabske besede šafah, ki pomeni rob ali obroč, in se nanaša na izrazito in vidno obrobo zgodnjih zlatih histamenov. Izraz skifat se je zaradi napačnega tolmačenja začel uporabljati za vbočene zlate, srebrne in bakrene kovance iz poznega bizantinskega obdobja in drugih držav, ki so jih posnemale. Bolj primerno ime zanje bi bili trahea (ednina trahy, iz grškega  τραχύ, grob, neraven).

## Vira
- Grierson, Philip (1999). Byzantine Coinage (PDF). Washington, DC: Dumbarton Oaks. ISBN 978-0-88402-274-9.
- Kazhdan, Alexander, ur. (1991). The Oxford Dictionary of Byzantium. Oxford and New York: Oxford University Press. ISBN 978-0-19-504652-6.